# (33738) 1999 NY41
1999 NY41 (asteroide 33738) é um asteroide da cintura principal. Possui uma excentricidade de 0.16364670 e uma inclinação de 18.00639º.
Este asteroide foi descoberto no dia 14 de julho de 1999 por LINEAR em Socorro.